# Саттарова, Салима Ескендировна
Салима Ескендировна Саттарова (13 марта 1920, Алма-Ата — 12 июля 1985, там же) — казахская и уйгурская советская актриса, народный артист Казахской ССР (1958), заслуженный артист Казахской ССР (1937).

## Биография
Начала играть на сцене с 14 лет, она впервые выступила на профессиональной сцене в главной роли Анархан в 1934 году в одноимённой музыкальной драме Д. Асимова и А. Садырова. В 1934-1940 годах она была актрисой труппы Уйгурского музыкально-драматического театра, где исполняла роли Гульшахры («Аршин мал алан» У. А. Гаджибекова), Яринки («Свадьба в Малиновке» Б. А. Александрова и Л. А. Юхвида), Баян («Козы Корпеш — Баян сулу» Г. М. Мусрепова), Герипа («Герип и Санам» И. Саттарова и В. И. Дьякова).
В 1940-1949 годах работала в Казахском театре драмы в Алма-Ате, в 1949-1980 годах — актриса Казахского театра для детей и юношества. Выступала в разнообразных ролях, среди которых: Мария Александровна («Семья» И. Ф. Попова), Айгерим («Ибрай Алтынсарин» М. Б. Ахинжанова, лауреат Всесоюзного фестиваля театров юных зрителей 1958 года), Бескез («Проделки влюблённых» В. Абызова), Халима («Первые искры» Ш. Хусаинова), Мамаша Кураж («Мамаша Кураж и её дети» Б. Брехта), Оналхан («В ночь лунного затмения» М. С. Керима) и другие.
С 1947 года являлась членом Компартии. Избиралась депутатом Верховного Совета Казахской ССР I созыва.

## Награды
- Орден «Знак Почёта» (03 января 1959) — за выдающиеся заслуги в развитии казахского искусства и литературы и в связи с декадой казахского искусства и литературы в гор. Москве
- Народный артист Казахской ССР (1958)
- Медаль «За трудовую доблесть» (25 марта 1946)[2]
- Заслуженный артист Казахской ССР (1937)
- Медали